# Maria Clotilde de França
Maria Clotilde de França (francès: Clotilde de France)  (Versalles, 23 de setembre de 1759 - Nàpols, 7 de març de 1802) fou una princesa francesa i reina consort del Regne de Sardenya-Piemont, per matrimoni amb Carles Manuel IV de Sardenya . Era la germana petita de Lluís XVI de França . Va ser políticament activa i va actuar com a primera ministra de facto del seu marit durant el seu regnat. És venerada a l'Església Catòlica, havent estat declarada Venerable pel Papa Pius VII.

## Biografia
Va néixer el 23 de setembre de 1759 al Palau de Versalles sent filla del Delfí de França Lluís de França i Maria Josepa de Saxònia. Fou neta per línia paterna del rei Lluís XV de França i Maria Leszczynska i per línia materna del rei Frederic August II de Saxònia i Maria Josepa d'Àustria. Fou germana de Frederic Cristià I de Saxònia i cunyada de Maximilià III de Baviera i Carles III d'Espanya.
Clotilde i la seva germana petita Élisabeth van ser criades per Madame de Marsan, institutriu dels nens de França . Les germanes es consideraven molt diferents en personalitat. Com que tenia sobrepès, a la seva joventut li van posar el sobrenom de Gros-Madame. Se'ls va donar l'educació habitual de les princeses reials d'aquella època, centrada en els èxits, la religió i la virtut, una educació a la qual, segons sembla, Clotilde es va sotmetre voluntàriament. Rebien classes de botànica de M. Lemonnier, lliçons d'història i geografia de M. Leblond i religió de l'abat de Montigat, canonge de Chartres, i seguien la cort entre els palaus reials amb els dies dividits entre estudis, passejades pel parc o passejades pel bosc.
Mentre que Clotilde era descrita com una alumna dòcil, "que es feia estimar per tots els que s'hi acostaven", Élisabeth es va negar durant molt de temps a estudiar, afirmant que "sempre hi havia gent a mà el deure de la qual era pensar pels prínceps", i tractava el seu personal amb impaciència. A causa de la seva diferència, Madame de Marsan, que no era capaç de tractar amb Élisabeth, va preferir Clotilde, cosa que va fer que Élisabeth estigués gelosa i va crear una ruptura entre les germanes. La seva relació va millorar quan Élisabeth va emmalaltir i Clotilde va insistir a cuidar-la; durant aquest temps, Clotilde va ensenyar a Élisabeth l'alfabet i li va despertar l'interès per la religió. Clotilde va esdevenir una bona amiga, tutora i consellera d'Elisabeth.
Clotilde no tenia una bona relació amb la seva cunyada Maria Antonieta, qui, segons sembla, va demostrar massa obertament que preferia la seva germana Elisabeth, cosa que va causar algunes ofenses a la cort.

## Núpcies i descendents
Es casà el 21 d'agost de 1775a la ciutat de Chambéry amb el futur rei de Sardenya Carles Manuel IV de Sardenya, amb el seu segon germà gran, el comte de Provença, com a representant del nuvi, i amb el cardenal de la Roche-Aymon oficiant la cerimònia. D'aquesta unió, però, no tingueren descendents.
La Revolució Francesa (1789) fou percebuda a Torí com una calamitat, veient com el seu germà Lluís XVI i la seva esposa Maria Antonieta d'Àustria eren executats el 1793 i la seva germana Elisabet de França el 1794. Per la seva banda, un altre germà, Carles d'Artois, aconseguí exiliar-se a Torí sota la protecció de Maria Clotilde i del seu marit.

## Reina consort
El 1796, a la successió del seu marit al tron de Sardenya, Clotilde es convertí en reina consort de Sardenya. En aquells moments el regne estava en guerra amb la Primera República Francesa, i el 1798 Carles Manuel IV de Sardenya fou obligat a renunciar a tots els seus territoris de la península Itàlica (Ducat de Savoia i el Piemont) i s'hagué d'exiliar a illa de Sardenya. Carles Manuel IV perdé tot l'interès per governar l'estat que restà a les seves mans i es traslladà a viure inicialment a la ciutat de Roma i posteriorment a la ciutat de Nàpols gràcies a la invitació de la família Colonna.
El 7 de març de 1802 Clotilde va morir a la ciutat de Nàpols, capital en aquells moments del Regne de Nàpols, a causa d'una malaltia. Carles Manuel IV s'afectà moltíssim per la seva mort, motiu pel qual va decidir abdicar el 4 de juny del mateix any en favor del seu germà petit Víctor Manuel I de Sardenya. Clotilde fou enterrada a l'Església de Santa Caterina a Chiaia de la ciutat de Nàpols.
El 10 d'abril de 1808 es va obrir una causa de beatificació de Clotilde, atorgant-li el títol de Serva de Déu . Més tard va ser declarada Venerable.